# ミニ染色体維持複合体成分2
ミニ染色体維持複合体成分2（MCM2: minichromosome maintenance complex component 2）あるいはDNA複製ライセンス化因子MCM2（DNA replication licensing factor MCM2）は、ヒトではMCM2遺伝子によってコードされるタンパク質である。

## 機能
MCM2は、真核生物のDNA複製の開始に関与する高度に保存されたミニ染色体維持複合体（MCM）の6つの構成タンパク質のうちの一つである。MCMは、複製前複合体（pre-RC）の重要な構成要素であり、複製フォークの形成や他のDNA複製関連タンパク質の動員に関与していると考えられている。MCM2は、他のMCM成分であるMCM4、MCM6、及びMCM7と結合し、MCMのDNAヘリカーゼ活性を調節することが示されている。このタンパク質はリン酸化を受けて活性化するため、プロテインキナーゼであるCDC2およびCDC7によって調節される。

## 相互作用分子
MCM2は、以下の生体分子と相互作用する。
- AKAP8[8]
- CDC7関連タンパク質キナーゼ[9]
- MCM3[9]
- MCM4[9][10][11][12]
- MCM5[9][13]
- MCM6[9][10][11][14][15]
- MCM7[9][10][11][15][16]
- ORC1[9]
- ORC2[9]
- ORC4[9]
- ORC5[9]
- 複製タンパク質A1[9]